# Отјије
Отјије (фр. Authuille) насеље је и општина у североисточној Француској у региону Пикардија, у департману Сома која припада префектури Перон.
По подацима из 2011. године у општини је живело 169 становника, а густина насељености је износила 47,21 становника/km². Општина се простире на површини од 3,58 km². Налази се на средњој надморској висини од 76 метара (максималној 143 m, а минималној 65 m).

## Демографија
| 1962. | 1968. | 1975. | 1982. | 1990. | 1999. | 2011. |
| ----- | ----- | ----- | ----- | ----- | ----- | ----- |
| 114   | 112   | 123   | 144   | 162   | 167   | 169   |

График промене броја становника у току последњих година